# Chropotowa
Chropotowa (ukr. Хропотова) – wieś na Ukrainie, w obwodzie chmielnickim, w rejonie kamienieckim, w hromadzie Czemerowce. W 2024 liczyła 517 mieszkańców, spośród których 516 wskazało jako ojczysty język ukraiński, a 1 inny.